# 廖必琦
廖必琦（？—？），字荔莊，福建莆田人，為清朝政治人物。
廖必琦為雍正二年（1724年）甲辰科第三甲進士。後由額外主事改庶吉士。曾修《莆田縣志》。